# Osterlands voetbalkampioenschap 1929/30
In 1929/30 werd het zevende Osterlands voetbalkampioenschap gespeeld, dat georganiseerd werd door de Midden-Duitse voetbalbond. 1. FC Greiz werd kampioen en plaatste zich voor de Midden-Duitse eindronde. 
De club verloor meteen van FC 1909 Preußen Langensalza.

## Gauliga
| Plaats | Club                     | Wed. | W  | G | V  | Saldo | Ptn.  |
| ------ | ------------------------ | ---- | -- | - | -- | ----- | ----- |
| 1.     | 1. FC Greiz              | 18   | 14 | 1 | 3  | 59:33 | 29:7  |
| 2.     | FC Wacker 1910 Gera      | 18   | 11 | 1 | 6  | 77:43 | 23:13 |
| 3.     | SpVgg 04 Gera            | 18   | 10 | 3 | 5  | 43:25 | 23:13 |
| 4.     | VfB Pößneck              | 18   | 10 | 1 | 7  | 42:35 | 21:15 |
| 5.     | SpVgg 1914 Neustadt/Orla | 18   | 8  | 3 | 7  | 37:39 | 19:17 |
| 6.     | PSV Gera                 | 18   | 8  | 2 | 8  | 57:51 | 18:18 |
| 7.     | FC Thüringen Weida       | 18   | 6  | 4 | 8  | 39:48 | 16:20 |
| 8.     | SV Schmölln 1913         | 18   | 5  | 4 | 9  | 34:53 | 14:22 |
| 9.     | FC Concordia Gera-Reuß   | 18   | 3  | 4 | 11 | 34:65 | 10:26 |
| 10.    | SC Gera-Rubitz           | 18   | 2  | 3 | 13 | 29:59 | 7:29  |

|  | Kampioen, geplaatst voor Midden-Duitse eindronde |
|  | Degradatie                                       |